# Clementine Krämer
Pour les articles homonymes, voir Kramer.
Clémentine Sophie Krämer, née Cahnmann le 7 octobre 1873 et morte assassinée le 4 novembre 1942, est une écrivaine allemande de poésie, de romans et de nouvelles. Elle est également militante dans la communauté juive allemande et est finalement déportée au camp de concentration de Theresienstadt, où elle meurt. 

## Biographie
Krämer est née Clementine Sophie Cahnmann le 7 octobre 1873 à Rheinbischofsheim, un quartier de Rheinau en Bade-Wurtemberg. Ses parents sont Gustav Cahnmann, un marchand, et Augusta Levi, et elle a un frère aîné nommé Sigwart. Quand elle a sept ans, la famille déménage à Karlsruhe. 
Elle reste à Karlsruhe jusqu'en 1891, date à laquelle elle épouse le banquier Max Krämer et que le couple parte s'installer à Munich. 
À Munich, Krämer s'implique dans le travail social juif au centre B'nai B'rith de Munich, où elle enseigne aux immigrantes l'allemand et la littérature. Elle et un groupe d'amis fondent la Israelitischen Jugendhilfe, la première agence juive de travail social de la ville. Grâce à cette organisation, elle découvre la Jüdischer Frauenbund (Association des femmes juives). Elle devient l'une des membres fondatrices de la section munichoise de l'association ainsi que membre de son conseil d'administration. Grâce à ce rôle, elle travaille avec des femmes dont Bertha Pappenheim. 
Pacifiste, elle est la représentante du Frauenbund au Jüdischer Friedensbund (Ligue juive pour la paix). Elle est également impliquée de manière tangible dans le mouvement allemand pour le suffrage féminin à travers la branche munichoise de la Deutscher Verein für Frauenstimmrecht (Société allemande pour le suffrage féminin). 
Krämer écrit beaucoup sous forme de poésie, de romans et de nouvelles, bien que peu de ses travaux soient publiés. Son roman Die Rauferei est publié en 1927 et d'autres sont édités dans des journaux, notamment Der Weg des jungen Hermann Kahn (1915), Erinnerungen (1920) et Der Grossvater und der Hofbauer (1915; réimprimé en 1924), qui sortent sous forme de séries. Ses écrits pendant la Première Guerre mondiale sont « soigneusement dépourvus de problèmes et de personnages juifs », comme le note Elizabeth Loentz, et sont publiés dans la presse grand public, tandis que ses œuvres d'après-guerre ne sortent que dans la presse juive. 
Les thèmes les plus communs de ses écrits incluent la vie de famille juive, les relations entre les juifs allemands et le judaïsme, et la Première Guerre mondiale, ainsi que le pacifisme et le féminisme. Elle écrit aussi de nombreuses histoires pour enfants, dont Fritzschen in Traumland (1919), bien qu'elle n'ait pas eu d'enfants elle-même ; la plupart des enfants de ses histoires sont basés sur ses six nièces et neveux. Elle écrit souvent dans des dialectes bavarois. 
Pendant la Première Guerre mondiale, Krämer demande l'aide de propriétaires d'entreprises juives pour fournir de l'aide aux familles des soldats morts. Après la guerre, l'entreprise de son mari fait faillite et elle commence à travailler chez S. Eichengrün & Co., une boutique de textile juive, en 1929. Après la prise de pouvoir d'Adolf Hitler en Allemagne en 1933, elle fait de nombreuses tentatives pour fuir la persécution nazie. 
Bien qu'un parent des États-Unis lui ait fourni un affidavit de soutien, elle ne peut pas quitter l'Allemagne avant le début de la Seconde Guerre mondiale et la fermeture des consulats américains du pays. Elle tente de migrer vers le Danemark, la Chine et Cuba, le tout sans succès avant d'être envoyée au camp de concentration de Theresienstadt en 1942. Déjà malade avant sa détention, elle y meurt le 4 novembre 1942, peu après son arrivée. 